# Kalînka, Tomașpil
Kalînka (în ucraineană Калинка) este un sat în comuna Pîlîpî-Borivski din raionul Tomașpil, regiunea Vinnița, Ucraina.

## Demografie
Componența lingvistică a localității Kalînka
     Ucraineană (98,56%)
     Rusă (1,08%)
     Alte limbi (0,36%)
Conform recensământului din 2001, majoritatea populației localității Kalînka era vorbitoare de ucraineană (98,56%), existând în minoritate și vorbitori de rusă (1,08%).